# Feuriger Perlmuttfalter

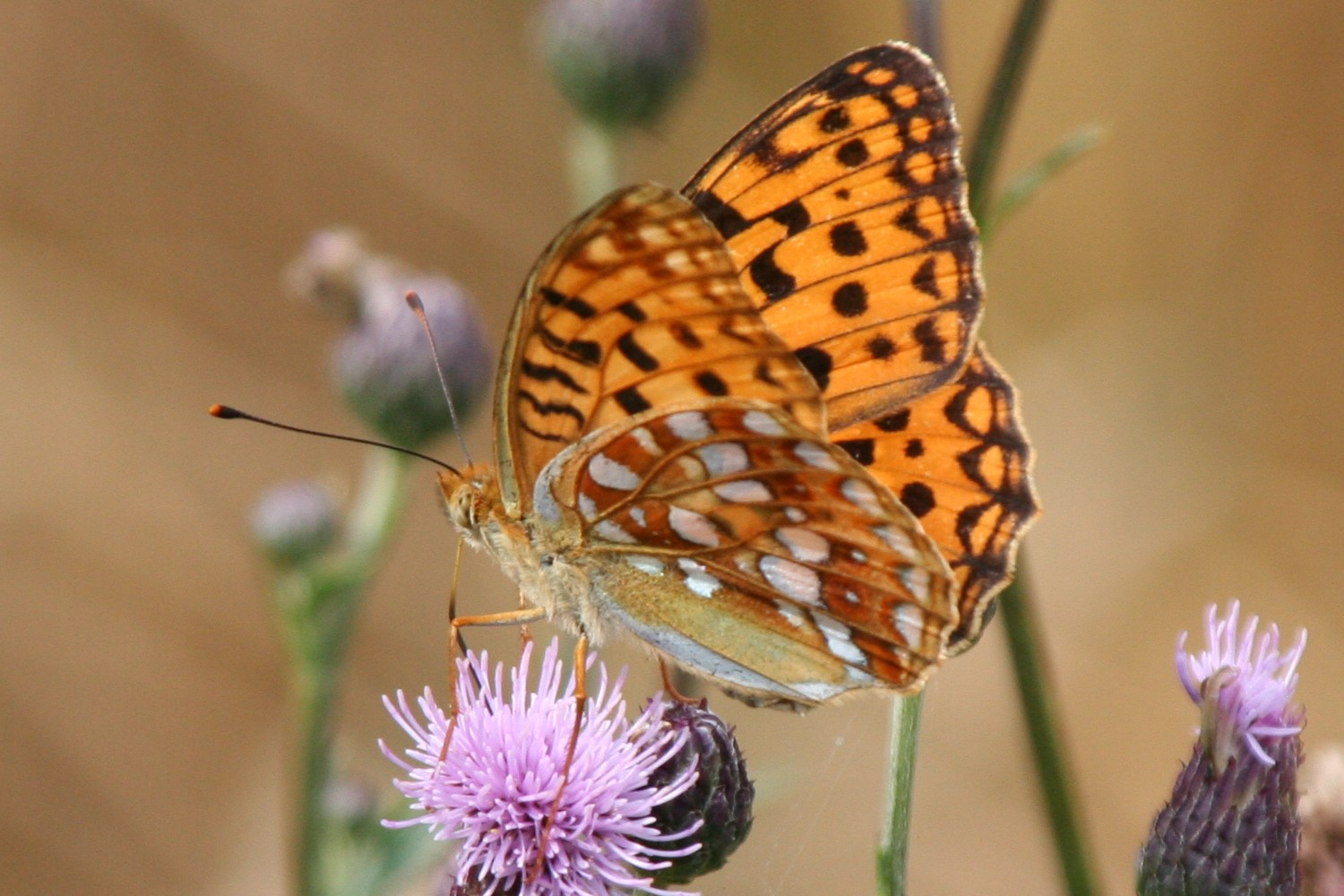
Flügelunterseiten eines Weibchens

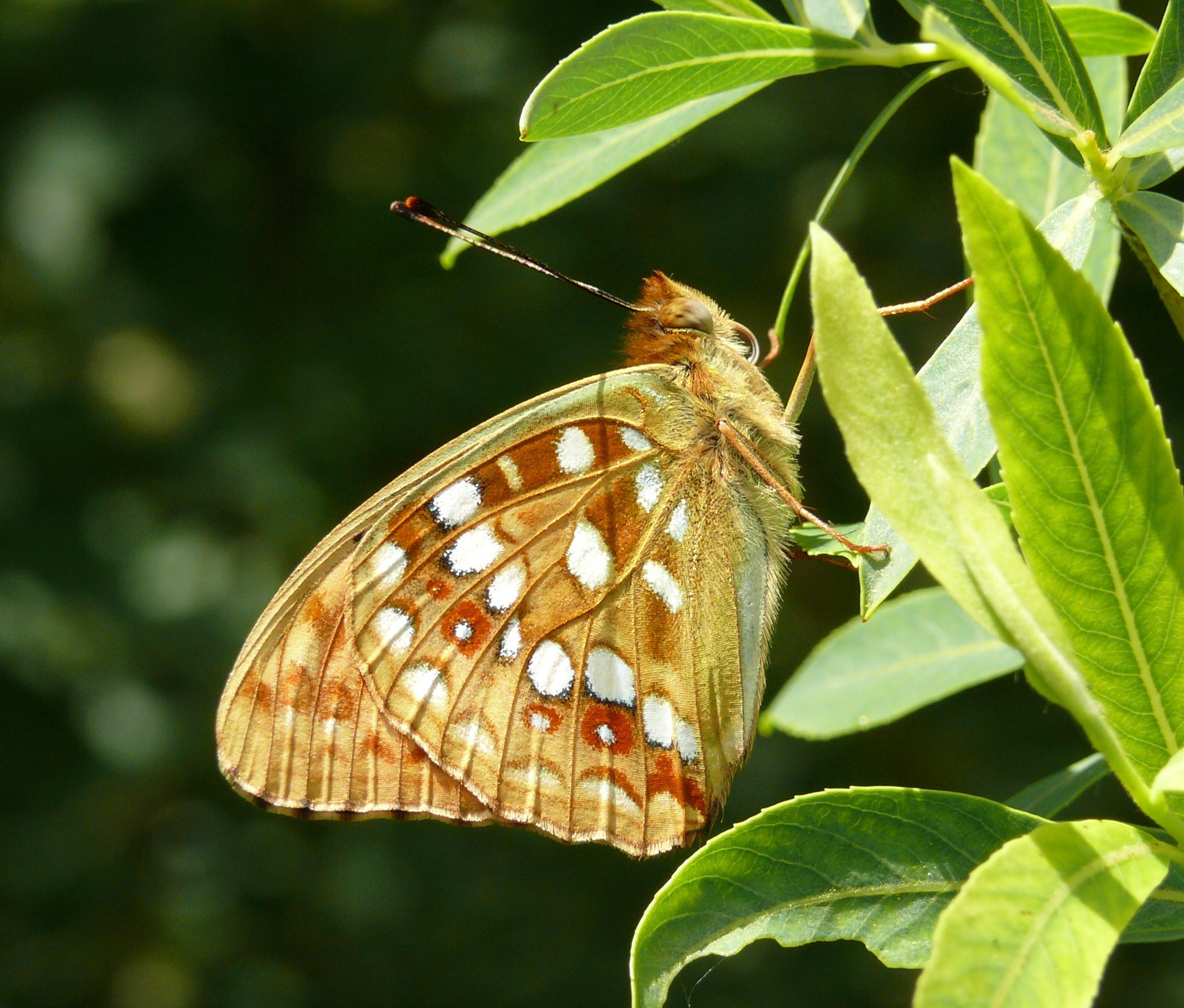
Fabriciana adippe mit typischen rotbraunen Postdiskalflecken

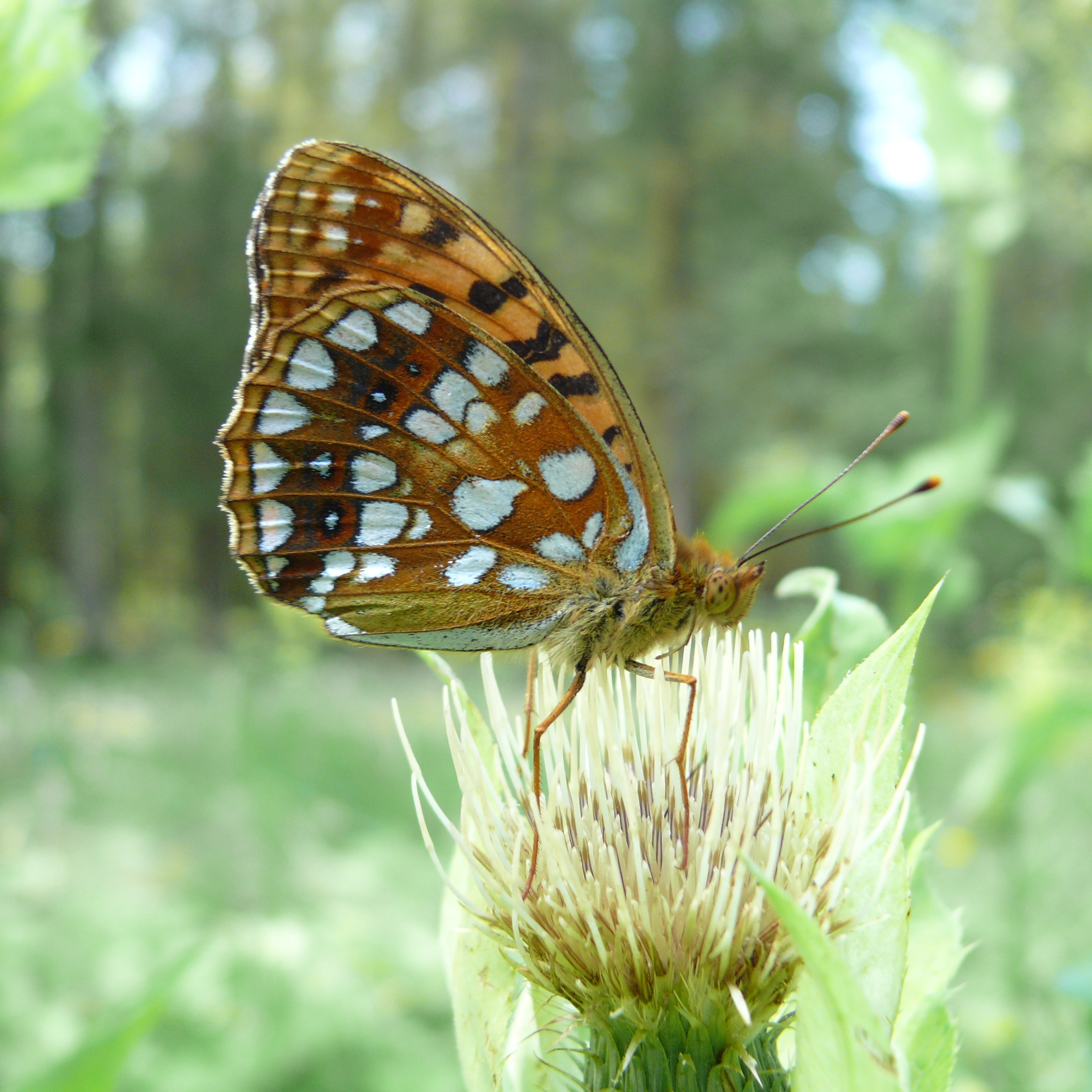
Fabriciana adippe mit schwarzen Postdiskalflecken

Der Feurige Perlmuttfalter (Fabriciana adippe, Syn.: Argynnis adippe) ist ein Schmetterling (Tagfalter) aus der Familie der Edelfalter (Nymphalidae). Er wird in der deutschsprachigen Literatur auch als Adippe-Perlmutterfalter, Feuriger Perlmutterfalter, Feuriger Waldhügelland-Perlmutterfalter, Märzveilchenfalter, Märzveilchen-Perlmutterfalter und Hundsveilchen-Perlmutterfalter bezeichnet.

## Merkmale
Die Falter erreichen eine Flügelspannweite von 40 bis 45 Millimetern. Die Flügeloberseiten sind wie bei vielen Perlmuttfaltern orange gefärbt und haben eine schwarze Musterung. Die Männchen tragen auf der Oberseite der Vorderflügel an den Adern Cu1 und Cu2 gut erkennbare Duftschuppenstreifen und auf den Hinterflügeln einen Haarkamm auf der Radialader. Auf der orangen Unterseite der Hinterflügel sind neben einigen fein schwarz gerandeten Perlmuttflecken kleine weiße Flecken, die braun gerandet sind, in der Postdiskalregion charakteristisch. Diese fehlen dem ähnlichen Großen Perlmuttfalter (Speyeria aglaja). Am Außenrand befindet sich eine Reihe, größerer Perlmuttflecken. Diese Flecken sind an der nach innen gerichteten Seite leicht spitz zulaufend und bräunlich gerandet.
Die Raupen haben eine gräuliche Grundfarbe. Am Rücken verläuft eine breite schwarze Längsbinde, die zwischen jedem Segment unterbrochen ist. Dies unterscheidet die Tiere von den ähnlichen Raupen des Mittleren Perlmuttfalters (Fabriciana niobe). Innerhalb der Binde verläuft genau in der Mitte des Rückens eine feine, ebenfalls unterbrochene helle Linie. Die Kopfkapsel ist ebenso, wie die zahlreichen verästelten Dornen am Körper braun gefärbt.

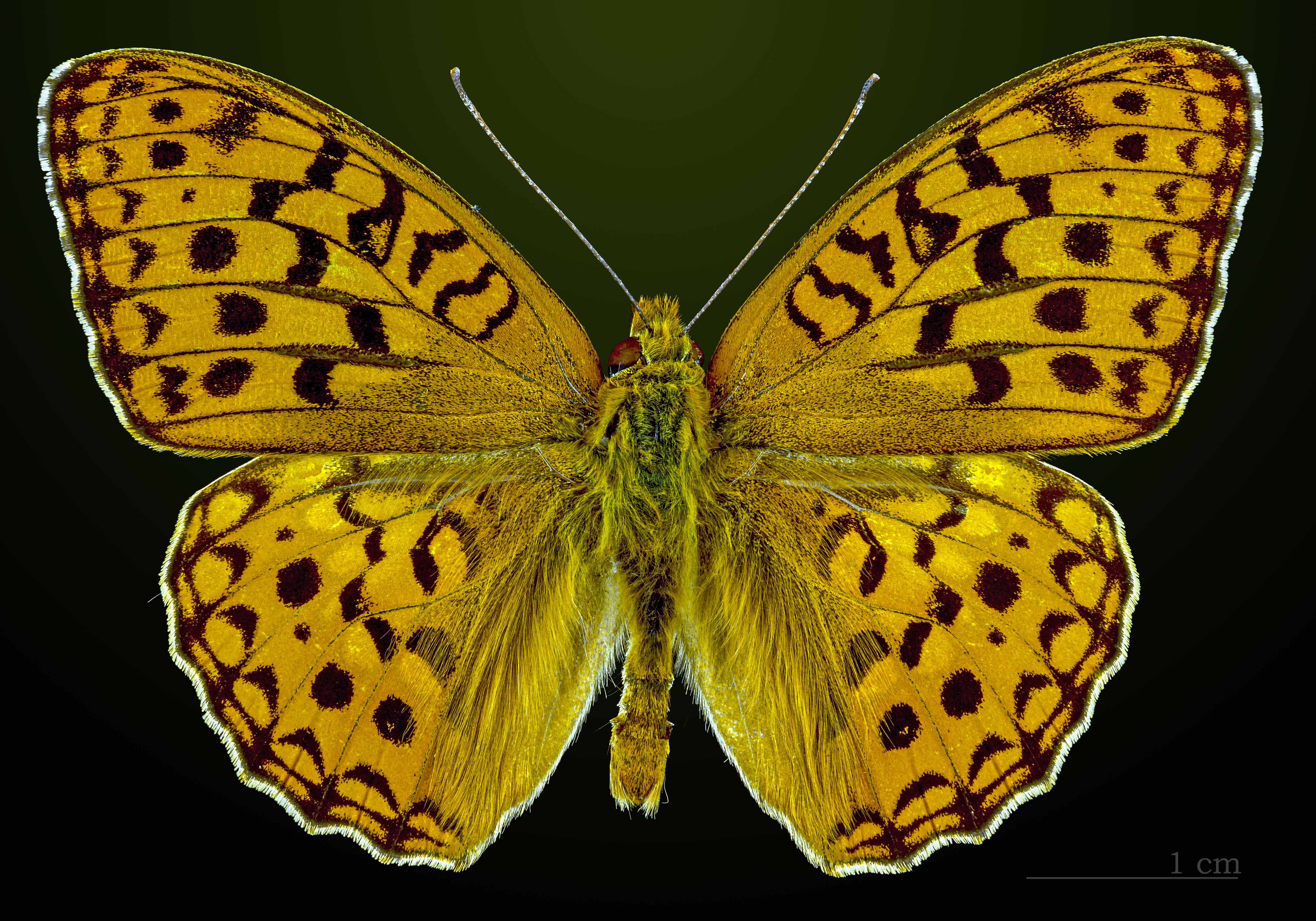
Feuriger Perlmuttfalter
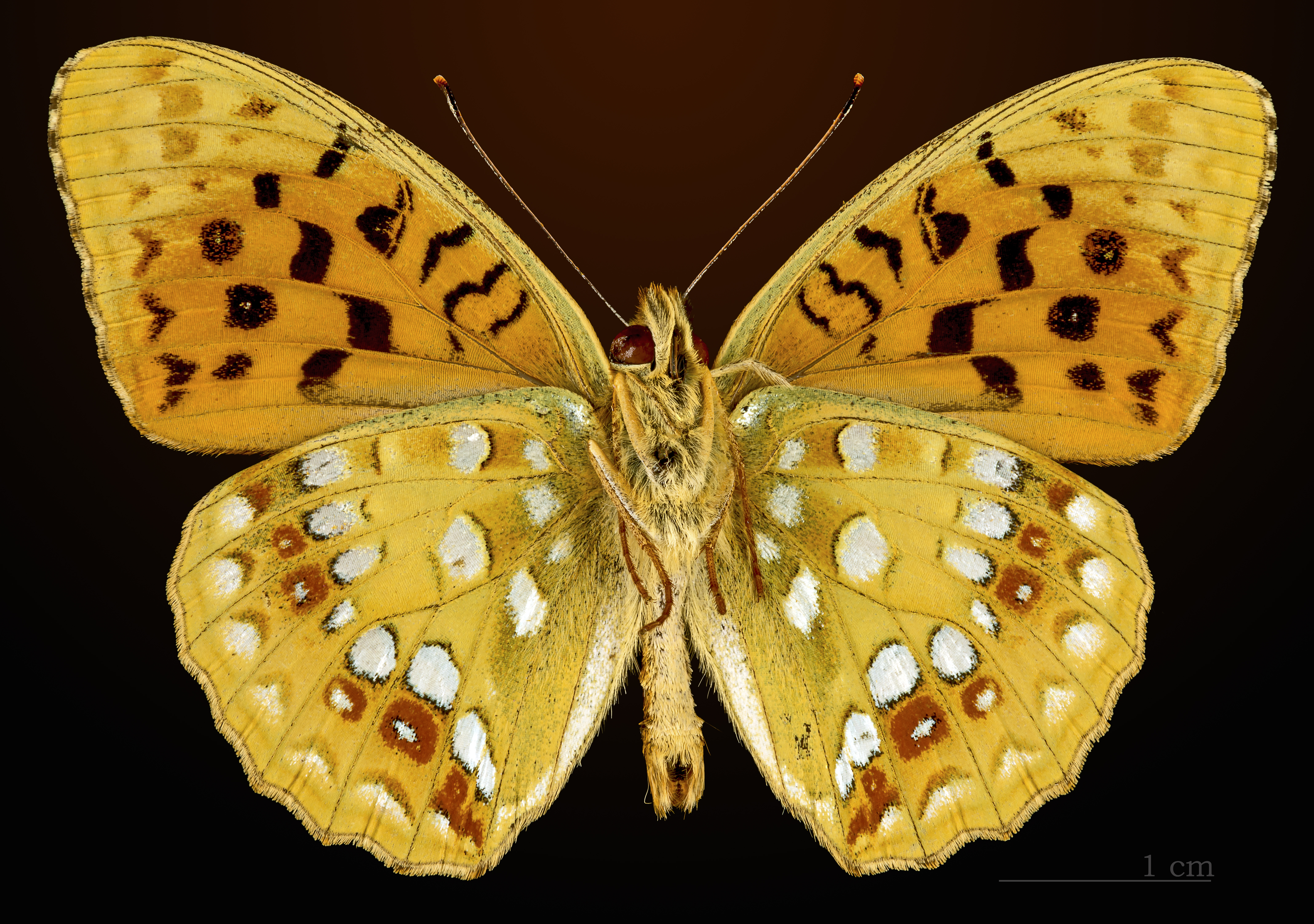
△ Feuriger Perlmuttfalter

### Unterarten und Formen

#### Fabriciana adippe auresiana(Fruhstorfer, 1908)
- Die grüne Bestäubung auf der Hinterflügelunterseite ist dunkler und die basalen Perlmuttflecken sind kleiner oder fehlen. Bei den Männchen sind die Duftschuppenflecken der Vorderflügel und der Haarkamm des Hinterflügels kleiner. Es wird eine Generation pro Jahr gebildet, die von Juni bis Anfang August fliegt. Die Unterart bevorzugt offene, trockene Stellen mit Strauchbewuchs, blumenreiche Hänge, offene Wälder und felsige Schluchten mit geringer Vegetation. Sie kommt in Nordafrika und Algerien vor.[2]

#### Fabriciana adippe f. cleodexa(Ochsenheimer, 1816)
- Die Falter haben auf der Unterseite außer in den Kernen der braunen Flecken der Postdiskalregion keine Silberflecke. Das Verhältnis der beiden Formen f. cleodexa und f. adippe ist regional sehr verschieden. In Nord- und Nordosteuropa (England, Belgien, Niederlande, Dänemark, Fennoskandinavien) dominiert f. adippe sehr stark und f. cleodexa ist sehr selten. In Zentralfrankreich, Deutschland, Österreich und der Nordschweiz wird f. cleodexa etwas häufiger angetroffen und überwiegt dann in der Südschweiz, Norditalien, Slowenien und in den Apenninen. Auf Sizilien scheint dann f. adippe ganz zu fehlen. Obwohl f. cleodexa in den Pyrenäen häufig ist, ist die Form ohne Silberflecke in Spanien wieder selten. Von Ungarn nach Südosten über die Balkanhalbinsel wird f. cleodexa immer häufiger bis in Griechenland f. adippe nicht mehr vorkommt.[4]

### Ähnliche Arten
- Mittlerer Perlmuttfalter (Fabriciana niobe)
- Großer Perlmuttfalter (Speyeria aglaja)

### Synonyme
- Argynnis chlorodippe Herrich-Schäffer, 1851[5]
- Argynnis cleodoxa Ochsenheimer, 1816[5]
- Papilio cydippe Linnaeus, 1761 (ungültiger Name)[5]

## Vorkommen
Die Tiere kommen von Nordwestafrika über nahezu ganz Europa über das gemäßigte Asien, östlich bis nach Japan vor. Sie fehlen nördlich des Polarkreises, auf großen Teilen der Britischen Inseln und auf den meisten Mittelmeerinseln. Man findet sie in trockenen, grasigen und bebuschten Gebieten und an Rändern und Lichtungen lockerer Wälder. Verbuschung macht ihnen, im Gegensatz zum Großen Perlmuttfalter nichts aus.

## Lebensweise
Die Imagines saugen Nektar an Korbblütlern und Disteln und sind insbesondere am Waldrand in Gruppen zu finden.

### Flug- und Raupenzeiten
Die Falter fliegen in einer Generation von Mitte Juni bis August. Die Raupen findet man ab August und nach der Überwinterung bis Juni.

### Nahrung der Raupen
Die Raupen ernähren sich von Veilchen (Viola).

## Entwicklung
Die Weibchen legen ihre kegelförmigen, längsgerippten Eier an den Blättern der Futterpflanzen ab. Die Raupen überwintern bereits zum Schlupf entwickelt im Ei, schlüpfen aber erst im Frühjahr. Die Verpuppung erfolgt in einer plumpen Stürzpuppe an kräftigen Stängeln in Bodennähe. Die Puppe ist braun und trägt mehrere silbrige Metallflecken und ist deutlich glatter und hat weniger ausgebildete Zacken als jene des Kaisermantels (Argynnis paphia).